# Миленко Савовић
Миленко Савовић (Требиње, 19. јул 1960 — Београд, 1. март 2021) био је југословенски и српски кошаркаш. Играо је на позицији центра.

## Клупска каријера
Сениорску каријеру је почео 1977. године у Партизану. Са црно-белима је играо 12 сезона и био капитен. Након одласка из Партизана, провео је по једну сезону у шпанској Гранади и новосадској Војводини пре него што је завршио каријеру.
По завршетку каријере био је и спортски директор Партизана када су се црно-бели 1992. попели на кров Европе.

## Репрезентација
Са репрезентацијом Југославије наступао је на Европском првенству у кошарци 1983. године у Француској.

## Трофеји
- Југословенско првенство (3): 1979, 1981, 1987.
- Куп Југославије (2): 1979, 1989.
- Куп Радивоја Кораћа (3): 1978, 1979, 1989.